# Тарасенко Петро Антонович
Петро Антонович Тарасенко (1930, тепер Кіровоградська область — ?) — український радянський діяч, новатор виробництва, сталевар, старший майстер мартенівського цеху Дніпропетровського металургійного заводу імені Петровського Дніпропетровської області. Депутат Верховної Ради УРСР 7—8-го скликань.

## Біографія
З 1947 року  — учень школи фабрично-заводського навчання (ФЗН) № 2 міста Дніпропетровська.
З 1948 року — третій підручний сталевара, сталевар мартенівського цеху Дніпропетровського металургійного заводу імені Г.І. Петровського Дніпропетровської області.
Член КПРС.
З 1970 року — старший майстер мартенівського цеху Дніпропетровського металургійного заводу імені Петровського.

## Нагороди
- орден Леніна
- орден Трудового Червоного Прапора
- ордени
- медалі